# Rieju
Rieju S.A. es una empresa española dedicada a la fabricación de motocicletas con sede en Figueras, Gerona, Cataluña (España). Su producto principal son las motocicletas de pequeña y gran cilindrada (entre 49 y 450 cc.) destinadas al ocio e incluso a la competición.

## La empresa
Con una amplia historia, se trata de una empresa dinámica que se ha adaptado a la demanda del mercado fácilmente gracias a una integración óptima con sus suministradores, con algunos de los cuales ha tenido más de 40 años de relación.
La fábrica consta de varias secciones: conformado y corte, mecanización, estampación, soldadura y pintura. En ella se fabrican los elementos propios, que luego, junto con los suministrados por otras empresas, pasan a la cadena de montaje donde se construyen las motocicletas. Rieju cuenta con tres cadenas de montaje que, a su vez, están subdivididas en líneas de premontaje para realizar las labores de conformación de los subsistemas que conforman el producto final. La inspección del producto finalizado por los servicios de calidad y el correcto embalaje completan la parte de fabricación.
Los departamentos de distribución, posventa y recambios completan la estructura de la empresa. A finales del 2007 contaba con 110 empleados.

## Historia
En 1934 Luis Riera Carré y Jaime Juanola fundan una empresa destinada a la fabricación de accesorios para bicicletas a la que ponen de nombre RIEJU, que surge de la unión de las primeras sílabas de sus apellidos. Los unía una entrañable amistad, por lo que llegaron a la conclusión de que deberían ponerle ese nombre.
Durante la guerra civil española, el gobierno republicano frustró sus planes al incautarse de los terrenos destinados a su primera fábrica. Estos fueron utilizados como parque móvil de camiones.
Tras la finalización de la Guerra Civil, en el año 1940 se constituyó como sociedad limitada (S.L) continuando con la creación de complementos para bicicletas.
En 1942 se creó ante notario como sociedad, con un millón de pesetas como capital social. Durante este tiempo la fábrica de Rieju realizaba una media de 125 bicicletas a la semana, con un total de 35 empleados.
En el año 1947, importante en la historia de la factoría, se comienza la fabricación de motocicletas, al principio pequeñas bicicletas con un pequeño motor de explosión francés acoplado a la rueda trasera, que rápidamente evolucionaría al modelo 2, donde ya se acoplaba mediante un embrague y tenía cambio de marchas, desarrollado por la propia empresa. Esto sucedía en 1950.
En 1964 acuerda con la empresa Minarelli la fabricación bajo licencia de sus motores, lanzando el modelo Jaca, que desarrollaba 3,5 CV y alcanzaba una velocidad de 70 km/h, que se tuvo que limitar a 40 por problemas con la ley.
Los desarrollos posteriores del modelo Jaca darían lugar a los modelos Confort y TT que serían producidos en toda la década de los 70 del siglo XX. En 1978 intenta entrar en el segmento de los ciclomotores de cambio automático sin éxito.
La producción sigue avanzando con nuevos modelos y éxitos en los salones dedicados a los ciclomotores. En 1980 se pone a la cabeza del sector.
En 1994 se abre a la exportación, que iría avanzando, hasta suponer en 2006 el 40% de sus ventas.
En 2011 Rieju lanzó su primera moto eléctrica, la Rieju Mius.
Entre 2010 y 2020 la gama MRT se convirtió en el ciclomotor con cambio más vendido en los principales mercados europeos-
En 2020 Rieju adquiere la plataforma de enduro Gas Gas y empieza la fabricación de los exitosos modelos de Enduro MR 300. Con ello se inicia la expansión a nuevos mercados como USA, Australia o México.
En 2024, Rieju adquiere los activos y la propiedad intelectual del fabricante de motos eléctricas Win Life Electric Vehicles, SL, fabricante del popular e-Scooter RAY 7.7. Con esta adquisición, Riejo continuará con la fabricación del RAY 7.7 y vuelve a entrar de lleno en el segmento e-Scooters.

## Competición

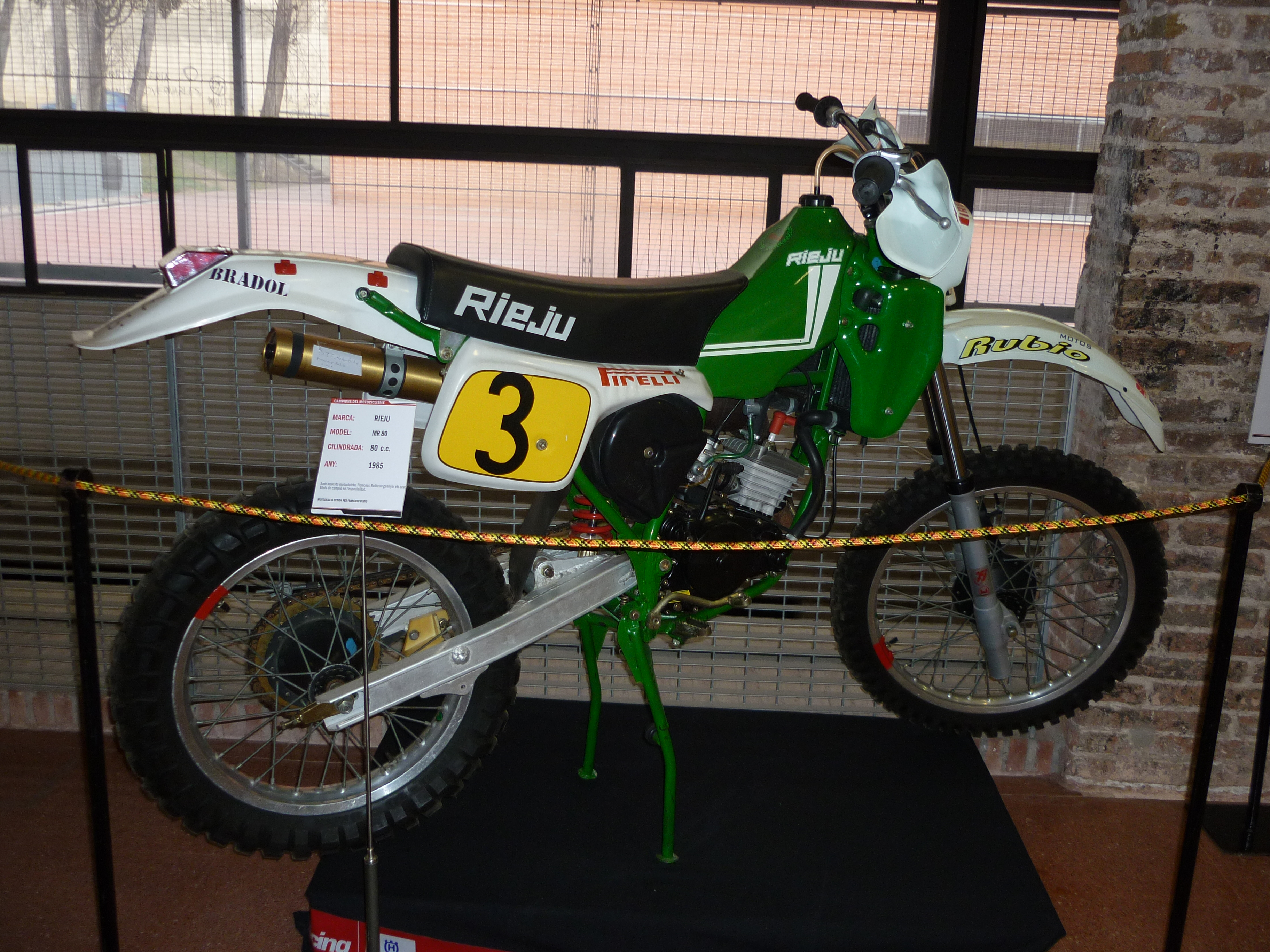
Moto Rieju, modelo MR 80 1985.

La primera victoria de Rieju en todo terreno fue en la temporada 1979/1980 ganando el campeonado de España en categorìa 80cc a manos del piloto Jordi Piferrer Taulé con el modelo Marathon.
Varias motos Rieju han participado en el Rally Dakar con una Rieju Marathon Pro Competición 450. En la edición 2011 participó una moto pilotada por Filippo Ciotti ganando la categoría Marathon, compuesta solo por motos de serie. En 2012 participaron con la Rieju Andrea Fesani y Filippo Ciotti, teniendo el primero que abandonar el rally y quedando Ciotti el segundo de la categoría Marathon.
Así mismo, varios pilotos han corrido en el Campeonato italiano de motorallye con motos Rieju logrando alguna victoria.

## Galería de imágenes
|                                       |
| Rieju Velomotor Número 4 50 cc (1949) |

|                         |
| Rieju 175 175 cc (1953) |

|                               |
| Rieju 125 Sport 125 cc (1958) |

|                             |
| Rieju Marathon 80 cc (1984) |

- Datos: Q761958
- Multimedia: Rieju motorcycles / Q761958